# امشاسپندان
اَمِشاسْپَندان یا اَمِشَه سْپَنتَه جمع امشاسپند است که امشاسفند، اموسپند و امهوسپند نیز گفته‌اند. امشاسپندان از صفات پاک اهورامزدا هستند. در هیچ جای گات‌ها به واژهٔ امشاسپند برنمی‌خوریم ولی بارها از همهٔ آن‌ها به‌عنوان صفات و القابِ اهورامزدا یاد شده است. این از خصایص دین زرتشتی است که هر یک از صفات خداوند، یکی از ایزدان نگهبان جنس بشر است. چنین به نظر می‌رسد که این‌ها تجریدهایی تشخص‌یافته باشند. اما آن‌ها چیزی بیش از مفاهیمی مجرد بوده‌اند، چرا که زرتشت آنان را محترم می‌شمرده است.
نام دوازده ماه گاه‌شمار خورشیدی در ایران، نام‌های امشاسپندان و دیگر ایزدان دیانت زردشتی است. فرشتگان بزرگ — ورجاوندان جاودانه — فروزه‌های خداوند که به تعداد ۶ تا هستند:
- بهمن: وُهومن - منش نیک - نگهبان جانوران.
- اردیبهشت: بهترین اشه - نگهبان گیاهان و مرغزارها.
- شهریور: نماد فرمانروایی نیرومند الهی - نگهبان فلزات و فرّه و شهریاران دادگر - فرشتهٔ مهربانی و جوانمردی
- سِپَندارْمَذ: اسفند - آرمیتی - دارنده خرد کامل
- خرداد: هوروتات - رسایی و کمال - نگهبانان آب - نابودگر دیو مرگ
- اَمُرداد: مرداد - نماد بیمرگی و جاودانگی

ایشان بزرگ‌ترین آفرینش از سوی خداوند هستند که خود پرودگار نیز رهبری آن‌ها را بر عهده دارد.

## ریشهٔ نام
این واژه به‌معنی جاودانان پاک یا مقدسان بی‌مرگ یا نامیرایان فزونی‌بخش است که از دو جزء اَمِشَه به‌معنی جاودانی و بی‌مرگ و سپنته به‌معنی پاک و مقدس و فزونی‌بخش تشکیل شده است. در زبان اوستایی نام آن‌ها به‌صورت امِشَه سپِنتَه آمده است. متون پهلوی نام آن‌ها را امشاسپندان ثبت کرده است.

## سنت دینی
امشاسپندان شش فروزهٔ اهورامزدا هستند که هر کدام دارای مفهومی است که بخشی از عظمت خداوند یکتا را به آدمی می‌شناسانند و با شناخت و پیروی از این مفاهیم و ایزدان می‌توان اهورامزدا را درک کرد. مطابق باورهای مذهبی زرتشتی، امشاسپندان، خداوند را در زمین برای گسترش صلح و عدالت یاری می‌کنند و هرکدام مسئولیت محافظت از چیزی را بر عهده دارند. امشاسپندان که واسط بین خالق و مخلوق هستند راهبر نیکوکاران به بهشت نیز به‌شمار می‌آیند. ویژگی امشاسپندان به گونه‌ای است که به مجردات معنوی و اخلاقی دلالت داده‌شده و گاهی مفهومی انتزاعی را در بر می‌گیرند. گاهی در تفسیرهای جدید دینی امشاسپندان را صفات اهورامزدا دانسته‌اند. در عقاید امروزی زرتشتیان امشاسپندان مفهوم اساطیری خود را ندارند و تنها به‌عنوان صفات و فروزه‌های اهورامزدا نامشان یاد می‌شود.
در جهان‌بینی مذهبی زرتشتی اندیشهٔ نیک و خرد (وهومن یا بهمن)، راستی، و داد و قانون (اشاوهیشتا یا اردیبهشت)، نیروی پسندیدهٔ اهورایی (خشترا یا شهریور)، مهر و مدارایی افزاینده (سپنتا آرمیتی یا سپندارمزد) پایه‌های دین است که انسان را به خودشناسی و رسایی (ه-اُروتات یا خرداد) و جاودانی (امرتات یا امرداد) می‌رساند.

## در نبرد خیر و شر
در دین زرتشتی که بیان‌گر عرصه‌ای از نبرد حق علیه باطل است در برابر امشاسپندان که فروزه‌های نیک خدا به‌شمار می‌روند ردیفی از دیوان نیز وجود دارد که صفات انگره مینو بوده و به جنگ علیه امشاسپندان و کلیهٔ مخلوقات آفرینش خدایی می‌پردازند. در اوج این نبرد در والاترین درجهٔ آن بهمن وهومن وهو+من یعنی اندیشهٔ نیک در برابر آن اهرمن اهر+من یعنی اندیشهٔ زشت و زشتی من و منی می‌باشد. این دیوها که صفات اهریمن هستند وظیفهٔ مقابله با تمامی آفرینش اهورایی را که در بهترین صفات نیکی پروردگار و درخشان‌ترین نور خداوند بزرگ یعنی وهومنبهمن متجلی‌ست را دارند پایین‌تر از دیوهای کماره گروهی دیگر از دیوان نیز وجود دارند که برابر ایزدان دیگر می‌ایستند. اهریمن گروهی از دیوهای کماله را برای برابری مقابل امشاسپندان از وجود خود صادر می‌کند این نبرد میان وهومن و امشاسپندان دیگر که تجلیات نور و روشنایی خداوند بزرگند و اهرمنان و دنباله روانشان که نمادهای تاریکی‌اند در زندگی انسانی‌ها در هر لحظه و هر دم از اصول دین زرتشت است و پیرو این بسیاری گمان بر ثنویت در دین زرتشت که پایهٔ توحید و یکتاپرستی دارد بردند و اهرمن را در برابر ذات مقدس الوهیت قرار دادند در صورتی که اهرمن که تاریکی‌ست در برابر بهمن که مظهر نور خداوند است می‌باشد بنا بر گفتار سهروردی همهٔ این امشاسپندان تجلیات صفات خداوند در ظهور خیر و نیکی‌ها و کسب نورانیت پروردگار از سوی انسان در قوس صعود و پایهٔ فرا می‌باشند و اهرمن و دیوان تجلیات خداوند در قوس نزول نورانیت و درجهٔ فرو و ارادهٔ پروردگار در گمراه کردن دشمنان او می‌باشند و دین زرتشت از ثنویت مبراست و کسانی که به کنه معرفت این دین نرسیدند آنرا متهم به ثنویت کردند و از مغز آن که رسیدن انسان به درجهٔ نورانیت قدوس که بهمن نامیده شد و بالاتر از آن که نورالانوار که مقام خداوند بزرگ است و ترک مغاک اهرمن که تاریکی منی انسانیت است آگاه نشدند و همواره اهرمن را در ذات مستقل از خداوند خواندند در حالی که چه اهرمن چه وهومن بهمن نمادی از درجات صعود و نزول انسانند و هیچ‌کدام از این دو مستقل از ذات اقدس باری تعالی نیستند.

## رده‌بندی امشاسپندها
شش امشاسپند عبارت‌اند از:
۱- وهمن یا وُهومَنَه یا بهمن به‌معنی اندیشهٔ نیک است که در طرف راست اهورامزدا می‌نشیند و نماد تجلی نورانیت آفریدگار بزرگ بر آفریدگان را دارد. موکّل و پشتیبان حیوانات سودمند در جهان است. با انسان و اندیشهٔ نیک انسان ارتباط دارد؛ چون مظهری از خرد آفریدگار است؛ زیرا از طریق اندیشهٔ نیک است که به شناخت دین می‌توان رسید. او فر اندیشهٔ نیک را به خرد آدمیان پدیدار می‌کند و بر دل‌های آنان نورانیت می‌افزاید و ایشان را به سوی آفریدگار رهبری می‌کند؛ و پس از مرگ نیز روان آدمیان را خوش‌آمد می‌گوید و آنان را به بالاترین بخش بهشت رهنمون می‌شود. زردشت نیز از طریق او به درگاه اورمزد بار می‌یابد. در برابر بهمن به معنی اندیشهٔ نیک اهرمن به‌معنی اندیشهٔ زشت قرار دارد همکاران بهمن در میان فرشتگان، ایزد ماه و ایزد گوشورن (ایزد موکّل بر چهارپایان) هستند ایزدان رام و سپهر و زروان نیز در زمرهٔ یاران او به‌شمار آمده‌اند. او گزارشی روزانه از اندیشه و گفتار و کردار مردمان تهیه می‌کند. این امشاسپند نرینه و
رقیب اهریمنی او اکومن است. ایزد مقامی‌ست برای فرشتگان ستوده‌شده که معنی ایزد کسی را که ستایش شده باشد را گویند هم‌چنان‌که یزد به معنی جایگاه ستایش باشد و معنی ایزد به معنی ذات مقدس خداوند نیست.
1. اشه وهیشته یا اَرته وهیشته یا اُردیبهشت به‌معنی اشه یا ارتی (راستی) است که زیباترین امشاسپندان و نمادی است از نظام جهانی، قانون ایزدی و نظم اخلاقی در این جهان. سخنِ درست‌گفته‌شده، آیین خوب‌برگزارشده، گندم بسامان‌رشدکرده و مفاهیمی از این نوع، نشانه‌ای از اردیبهشت دارند. او نیایش‌ها را زیر نظر دارد. آنان که اردیبهشت را خشنود نکنند از بهشت محرومند. این امشاسپند نه تنها نظم را در روی زمین برقرار می‌سازد، بلکه حتی نگران نظم دنیای مینُوی و دوزخ نیز هست و مراقبت می‌کند که دیوان، بدکاران را بیش از آنچه سزایشان است تنبیه نکنند. نمایندهٔ این‌جهانی او آتش است. از اوقات روز وقت نیم‌روز (رَپیثوین) به او تعلق دارد. یاران او ایزدان آذر، سروش، بهرام و نَریوسنگ هستند. این امشاسپند نرینه و رقیب اهریمنی او ایندره است.
2. خشتره وییریه یا خشَثرَه وَئیریه یا شهریور. به‌معنی شهریاری و سلطنت شایسته است. او مظهر توانایی، شکوه، سیطره و قدرت آفریدگار است. در جهان مینُوی، او نماد فرمان‌رواییِ بهشتی و در گیتی نماد سلطنتی است که مطابق میل و آرزو باشد، ارادهٔ آفریدگار را مستقر کند، بی‌چارگان و درماندگان را در نظر داشته باشد و بر بدی‌ها چیره شود. همکاران او ایزد مهر، ایزد خورشید و ایزد آسمان هستند و ایزدان هوم، بُرزایزد، اردوی سوره آناهیتا و سوک هستند. اوست که در پایان کار جهان همهٔ مردمان را با جاری کردن فلز گداخته‌ای خواهد آزمود. رقیب اهریمنی این امشاسپندِ نرینه؛ ساوول است.
3. سِپَنت اَرمَیتی یا سپندارمذ یا اسپند (اسفند). به‌معنی اخلاص، پاک‌بازی و بردباریِ مقدس است. سپندارمذ با نمادی زنانه، دختر اورمزد به‌شمار می‌آید و در انجمن آسمانی در دست چپ او می‌نشیند. چون ایزد بانوی زمین است، به چهارپایان چراگاه می‌بخشد. زمانی که پارسایان در روی زمین، که نماد این جهانی اوست، به کشت‌وکار و پرورش چهارپایان می‌پردازند یا هنگامی که فرزند پارسایی زاده می‌شود او شادمان می‌گردد و وقتی مردان و زنانِ بد و دزدان بر روی زمین راه می‌روند آزرده می‌شود. همان‌گونه که زمین همهٔ بارها را می‌شکیبد و تاب می‌آورد، او نیز مظهری از تاب‌آوری و بردباری است. یاران او در میان ایزدان؛ اردوی سوره آناهیتا و ایزدبانوان دین و اَرد/اَشی هستند. در دوران منوچهر زمانی که افراسیاب آب را از ایرانشهر بازمی‌دارد، سپندارمد به یاری منوچهر می‌آید. دشمن این ایزدبانو ناهیه/نانگهیثیه است.
4. هـَئوروَتات یا خرداد. به‌معنی تمامیّت، کلیّت، رسایی و کمال است و مظهری از مفهوم نجات و رستگاری برای افراد بشر. آب را می‌پاید و در این جهان، شادابی گیاهان مظهر اوست. همکاران این امشاسپند مادینه ایزد تیشتر و باد و فروَهر پرهیزکاران هستند. در دوران تازش اهریمن آب را به یاری فروهرها می‌ستاند سپس به باد می‌سپارد و باد آن را با شتاب به‌سوی کشورها می‌برد و به وسیلهٔ ابر می‌باراند. دشمن او تریز نام دارد.
5. اَمِرِتات (امُرداد) یا مرداد. به‌معنی بی‌مرگی است و تجلی دیگری از رستگاری و جاودانگی. سرور گیاهان است. او گیاهان را برویاند و رمهٔ گوسفندان را بیفزاید. او می‌کوشد که گیاهان پژمرده نشوند. همکاران او ایزدان رَشن، اَشتاد و زامیاد هستند. این امشاسپند مادین است و زریز دشمن اهریمنیِ اوست.

گفتنی است در برخی از ادبیات دینی، امشاسپندان در جهان مادی دارای نقشی به‌عنوان نگهبان شش گروه از آفریده‌های جهان هستند: وهمن نگهبان جانوران سودمند، اشه وهیشه نگهبان آتش، خشتره وییریه نگهبان فلزات، سپنته آرمیتی نگهبان زمین، هیوروتات نگهبان آب، امرتات نگهبان گیاهان.
همچنین در متون مزدیسنایی متأخر امشاسپند هفتمی که سروش است نیز به‌شمار امشاسپندان افزوده شده است، اما در متون اوستایی سروش از ردهٔ امشاسپندان نیست.
سرَوشَه یا سروش به‌معنای اطاعت یا انضباط، یکی از محبوب‌ترین چهره‌های دین زردشتی است. این ایزد در همهٔ آیین‌های دینی حضور دارد، زیرا او در نیایش‌ها و سرودهای مردمان جای دارد و خدایی است که نیایش‌ها را به بهشت منتقل می‌کند. سروش را در سرودش به‌عنوان سَروَر مناسک دینی به یاری می‌خوانند و از آن‌جا که مناسک زردشتی نیروی مؤثری است که بدی را نابود می‌کند، از این رو، سروش نیز چون جنگجوی مسلّح و بهترین در هم کوبندهٔ دروغ توصیف شده است. با تبر جنگی‌اش کاسهٔ سر دیوان را خرد می‌کند و به اهریمن ضربه می‌زند. دشمن و رقیب اهریمنیِ او اَیشمَه/خشم است. سروش جهان را در شب هنگامی که دیوان این سو و آن سو پرسه می‌زنند پاس‌داری می‌کند. او نخستین کسی بود که گاهان را بر خواند و برسُم را گسترد و دعاها را تقدیم اهورامزدا کرد. سروش کسی است که روان را پس از مرگ خوش‌آمد می‌گوید و از آن مراقبت می‌کند. همراه با مهر و رشن بر داوری روان ریاست دارد.

## دیوهای کماله
|  |  |  |  |                   |                   |                   |                   |                   |                   | اهورامزدا | اهورامزدا | اهورامزدا | اهورامزدا | اهورامزدا | اهورامزدا |                                                                  |                                                                  |                                                                  |                                                                  |                                                                  |                                                                  |  |  |  |  |  |  |  |  |                                                   |                                                   |                                                   |                                                   |                                                   |                                                   | اهریمن | اهریمن | اهریمن | اهریمن | اهریمن | اهریمن |                       |                       |                       |                       |                       |                       |  |  |  |  |  |  |  |  |  |  |  |  |  |  |  |  |  |  |  |  |  |  |
|  |  |  |  |                   |                   |                   |                   |                   |                   | اهورامزدا | اهورامزدا | اهورامزدا | اهورامزدا | اهورامزدا | اهورامزدا |                                                                  |                                                                  |                                                                  |                                                                  |                                                                  |                                                                  |  |  |  |  |  |  |  |  |                                                   |                                                   |                                                   |                                                   |                                                   |                                                   | اهریمن | اهریمن | اهریمن | اهریمن | اهریمن | اهریمن |                       |                       |                       |                       |                       |                       |  |  |  |  |  |  |  |  |  |  |  |  |  |  |  |  |  |  |  |  |  |  |
|  |  |  |  |                   |                   |                   |                   |                   |                   |           |           |           |           |           |           |                                                                  |                                                                  |                                                                  |                                                                  |                                                                  |                                                                  |  |  |  |  |  |  |  |  |                                                   |                                                   |                                                   |                                                   |                                                   |                                                   |        |        |        |        |        |        |                       |                       |                       |                       |                       |                       |  |  |  |  |  |  |  |  |  |  |  |  |  |  |  |  |  |  |  |  |  |  |
|  |  |  |  | مهر و دیگر ایزدان | مهر و دیگر ایزدان | مهر و دیگر ایزدان | مهر و دیگر ایزدان | مهر و دیگر ایزدان | مهر و دیگر ایزدان |           |           |           |           |           |           | امشاسپندان وهومنه اشه وهیشته شهریور سپنته آرمیتی هیوروتات امرتات | امشاسپندان وهومنه اشه وهیشته شهریور سپنته آرمیتی هیوروتات امرتات | امشاسپندان وهومنه اشه وهیشته شهریور سپنته آرمیتی هیوروتات امرتات | امشاسپندان وهومنه اشه وهیشته شهریور سپنته آرمیتی هیوروتات امرتات | امشاسپندان وهومنه اشه وهیشته شهریور سپنته آرمیتی هیوروتات امرتات | امشاسپندان وهومنه اشه وهیشته شهریور سپنته آرمیتی هیوروتات امرتات |  |  |  |  |  |  |  |  | دیوهای کماله اکومن اندردیو ساوول ناگهیس تریز زریز | دیوهای کماله اکومن اندردیو ساوول ناگهیس تریز زریز | دیوهای کماله اکومن اندردیو ساوول ناگهیس تریز زریز | دیوهای کماله اکومن اندردیو ساوول ناگهیس تریز زریز | دیوهای کماله اکومن اندردیو ساوول ناگهیس تریز زریز | دیوهای کماله اکومن اندردیو ساوول ناگهیس تریز زریز |        |        |        |        |        |        | دیو دروغ و دیگر دیوها | دیو دروغ و دیگر دیوها | دیو دروغ و دیگر دیوها | دیو دروغ و دیگر دیوها | دیو دروغ و دیگر دیوها | دیو دروغ و دیگر دیوها |  |  |  |  |  |  |  |  |  |  |  |  |  |  |  |  |  |  |  |  |  |  |

دیوهای کماله یا سرکردگان دیوان هستند و در ردهٔ نخست موجودات بد مینُوی قرار دارند. آن‌ها شش سردیو (به قولی هفت سردیو) مقابل امشاسپندان هستند که به ترتیب عبارتند از:
اکومن (اَکه مَنه) دشمن بهمن است و مادی است از بداندیشی و آشتی‌ناپذیری. او پیام‌آور اهریمن است.
اندردیو (ایندرَه) دشمن اردیبهشت است. در آثار ودایی نام خدایی بسیار نیرومند است و بیش‌تر صفات او به ایزد بهرام و تعدادی از صفاتش به مهر منتقل شده است و خود در باورهای ایرانی به‌صورت دیوی درآمده است که آفریدگان را از نیکویی کردن بازمی‌دارد. او ضد نظم و ترتیب است. تحت تأثیر تفکرات روحانیان ساسانی، این صفت را هم به او نسبت داده‌اند که مانع کُستی بستن می‌شود.
ساوول (سَروَه) دشمن شهریور است و نمادی از شهریاری بد و ستمکاری. احتمالاً همان رودرَه سَروَه خدایی از تبار دوا (هندوئیسم)‌های هندی بوده است که در ایران، شهریاری بد و ظالم را تجسم می‌بخشد.
ناگهیس (نانگهیثیه) یا ترومَد، دشمن سپندارمذ که آفریدگان را از قانع بودن بازمی‌دارد و آنان را ناراضی می‌سازد. احتمالاً تجسم ناستیه خدایی از دَئِوِه‌های هندی است. گاهی ترومَد را که یکی از دیوان نشان‌دهندهٔ غرور و نخوت است بدلی از ناگهیس دانسته‌اند.
تریز (تئیری) دشمن خرداد که گیاهان و دام‌ها را به زهر می‌آمیزد.
زریز (زئیری) دشمن امرداد که زهر می‌سازد.

## در تقویم زرتشتی
در تقویم زرتشتی شش روز از روزهای ماه و شش ماه از دوازده ماه سال به نام هر کدام از شش امشاسپند نام‌گذاری شده است.
| امشاسپند         | روز   | ماه     | نماد گیتیانه | جشن‌های ششگانه   |
| ---------------- | ----- | ------- | ------------ | --------------- |
| بهمن             | دوم   | یازدهم  | چهارپایان    | جشن بهمنگان     |
| اردیبهشت         | سوم   | دوم     | آتش          | جشن اردیبهشتگان |
| شهریور           | چهارم | ششم     | فلزات        | جشن شهریورگان   |
| سپندارمذ (اسفند) | پنجم  | دوازدهم | زمین         | جشن سپندارمذگان |
| خرداد            | ششم   | سوم     | آب           | جشن خردادگان    |
| امرداد           | هفتم  | پنجم    | درخت         | جشن امردادگان   |

## امشاسپندان در گاهان
نام‌های امشاسپندان اولین بار در گاهان زرتشت در یسن هپتنگهایتی یسن ۹ بند ۳ آمده است. این نام‌ها که در آئین کهن ایران پیش از زرتشت هرکدام نام خدایی جداگانه بوده‌اند توسط زرتشت به صفات خدا معرفی شدند. در واقع زرتشت برای بیان صفات اهورامزدا نام امشاسپندان که نامی آشنا برای جامعهٔ آن زمان بود را به‌کار برد. به هر حال پس از زرتشت که امشاسپندان را تنها به‌عنوان نیروهای خدا معرفی کرده، در متون متأخر این فروزه‌ها تاحدی شخصیت ویژه گرفته و حالتی اسطوره‌ای‌تر به خود گرفتند.